# Otto Faltin
Otto Faltin (* 1923 in Frankfurt am Main; † Mai 1970 in Erlangen) war ein deutscher Radrennfahrer und Schrittmacher im Radsport.

## Sportliche Laufbahn
Faltin war im  Bahnradsport aktiv. 1942 wurde er in der nationalen Meisterschaft in der Mannschaftsverfolgung Vizemeister mit seinem Verein „RV 1895 Frankfurt-Sossenheim“. Kurz danach wurde er zur Wehrmacht eingezogen. Nach dem Zweiten Weltkrieg begann er eine neue Karriere als Schrittmacher bei Steherrennen.
Bei den Bahnradsport-Weltmeisterschaften 1963 gewann er als Schrittmacher von Paul Depaepe aus Belgien die Silbermedaille im Steherrennen der Berufsfahrer und ebenfalls Silber im Rennen der Amateure mit Karl-Heinz Matthes aus Deutschland. Bei den Deutschen Meisterschaften im Steherrennen der Profis gewann er 1955 und 1957 den Titel mit Valentin Petry, 1965 und 1966 mit Ehrenfried Rudolph. Bei den Amateuren war er 1962 mit Horst Staudacher, 1963 und 1964 mit Karl-Heinz Matthes erfolgreich. Dazu kamen bis 1969 weitere Podiumsplätze. Er nahm an mehreren Weltmeisterschaften und Europameisterschaften im Steherrennen teil und gewann eine Vielzahl an Steherrennen mit verschiedenen Radrennfahrern. Er war in seiner Heimatstadt auch als Funktionär im Radsport tätig. Faltin starb an den Folgen einer Operation in einem Erlanger Krankenhaus.